# Deborah (Händel)

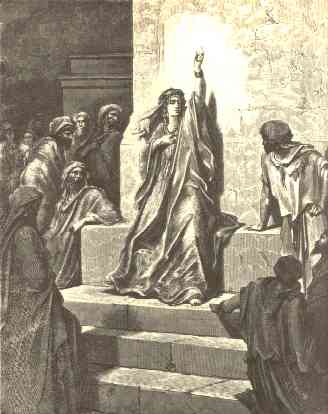
Deborah, di Gustave Doré

Deborah (HWV 51) è un oratorio di Georg Friedrich Händel. Fu uno dei primi oratori di Händel in inglese, basato su un libretto di Samuel Humphreys. La prima avvenne al King's Theatre di Londra il 17 marzo 1733.
La storia dell'oratorio si svolge in un singolo giorno ed è basata sui racconti della Bibbia nel Libro dei Giudici, 4 e 5. Gli Israeliti erano stati sottomessi per vent'anni dai Cananei, quando la profetessa Debora predice la morte del comandante Cananeo Sisara per mano di una donna. Il comandante Israelita Barac li guida in battaglia contro i Cananei. Gli Israeliti sono vittoriosi e una donna, Giaele, assassina Sisara mentre dorme nella sua tenda.
Händel riutilizzò la musica da numerose composizioni precedenti per Deborah. Il lavoro, con grandi masse corali ed effetti orchestrali imponenti, ebbe un grande successo e fu ripreso da Händel negli anni successivi.

## Storia della composizione

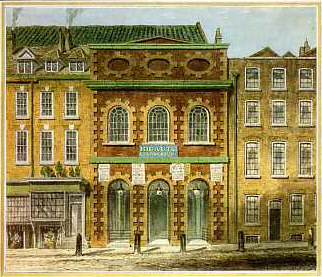
Il King's Theatre Haymarket di Londra, dove si tenne la prima di Deborah

A partire dal 1733, per circa vent'anni Händel aveva presentato stagioni di opera lirica italiana a Londra. Il grande successo di Esther l'anno precedente aveva dimostrato a Händel il potenziale del genere del "dramma sacro", eseguito in forma di concerto ed in inglese. Deborah riutilizza molta della musica che Händel aveva composto precedentemente, compresi passaggi da La passione di Brockes, Il trionfo del tempo e del disinganno, il Dixit Dominus, e altre opere.
Deborah fu eseguita come parte della stagione di Händel al King's Theatre nel 1733, con le star dell'opera italiana che cantavano in inglese ed il compositore/impresario era così fiducioso nel successo del lavoro che raddoppiò il prezzo del biglietto per la serata della prima, provocando alcuni risentimenti e commenti nella stampa. Una caratteristica di questo lavoro sono le masse corali, alcune in otto parti invece delle solite quattro, e i grandiosi effetti orchestrali ottenuti con le trombe e i tamburi. Un testimone della prima esecuzione notava "È assolutamente meravigliosa, circa cento esecutori, fra i quali circa venticinque cantanti", mentre un altro sosteneva "'è troppo rumorosa, un grande numero di voci e strumenti che suonano tutti nello stesso momento." Deborah si guadagnò una notevole popolarità e fu ripresa da Händel in diverse stagioni successive.

## Cast della prima

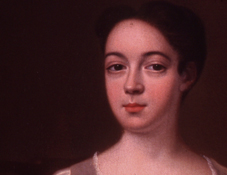
Anna Maria Strada, creatrice del ruolo di Debora

| Ruolo                                     | Interprete         |
| ----------------------------------------- | ------------------ |
| Debora                                    | Anna Maria Strada  |
| Barac, comandante dell'esercito Israelita | Senesino           |
| Abinoam                                   | Antonio Montagnana |
| Sisara                                    | Francesca Bertolli |
| Giaele                                    | Celeste Gismondi   |
| Una donna israelita                       | Celeste Gismondi   |
| Capo Sacerdote degli Israeliti            | Antonio Montagnana |
| Capo sacerdote di Baal                    | Gustavus Waltz     |
| Araldo                                    |                    |
| Coro di Sacerdoti e Israeliti             |                    |
| Coro di Sacerdoti di Baal                 |                    |

## Trama

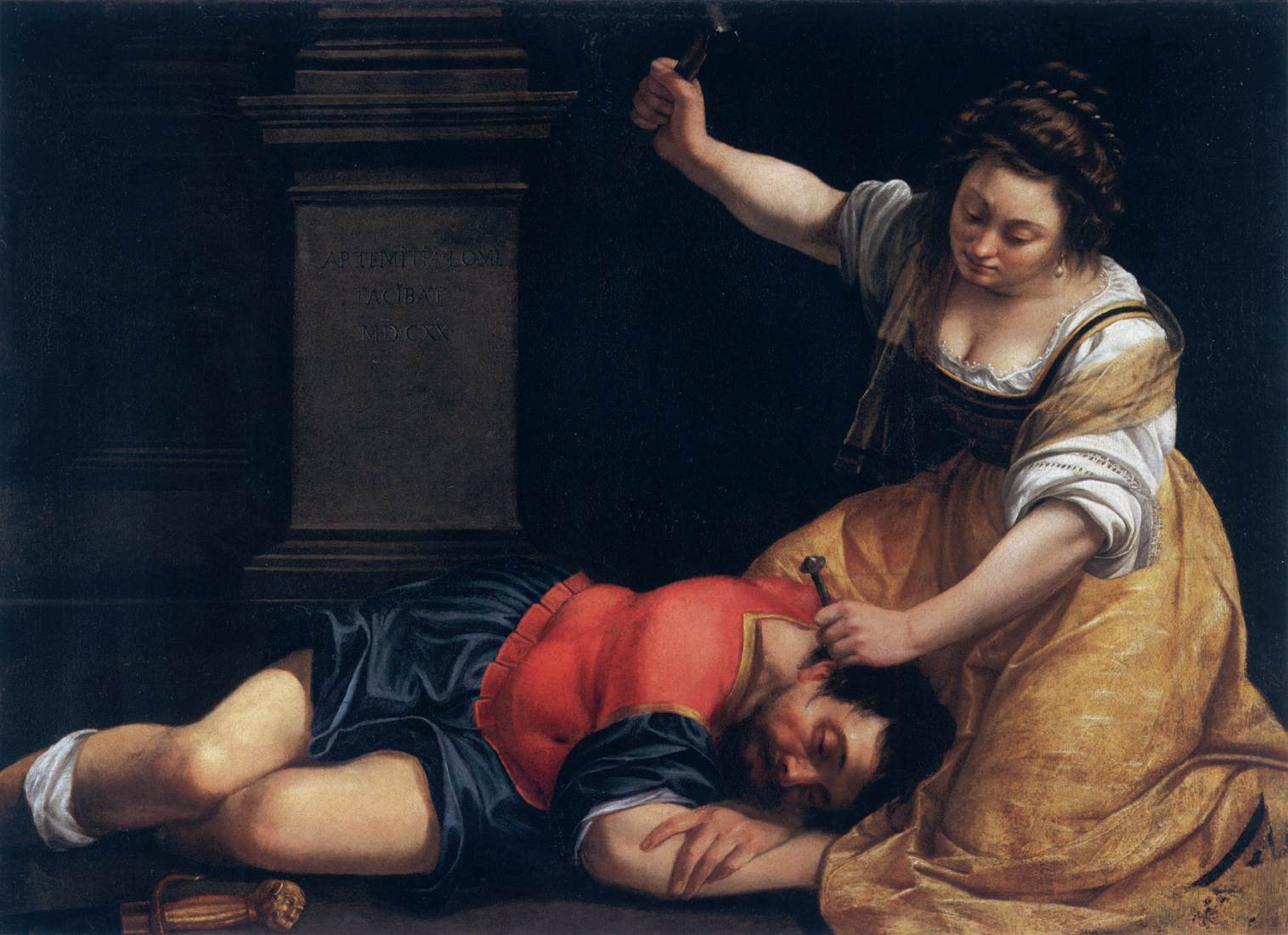
Giaele e Sisara, di Artemisia Gentileschi

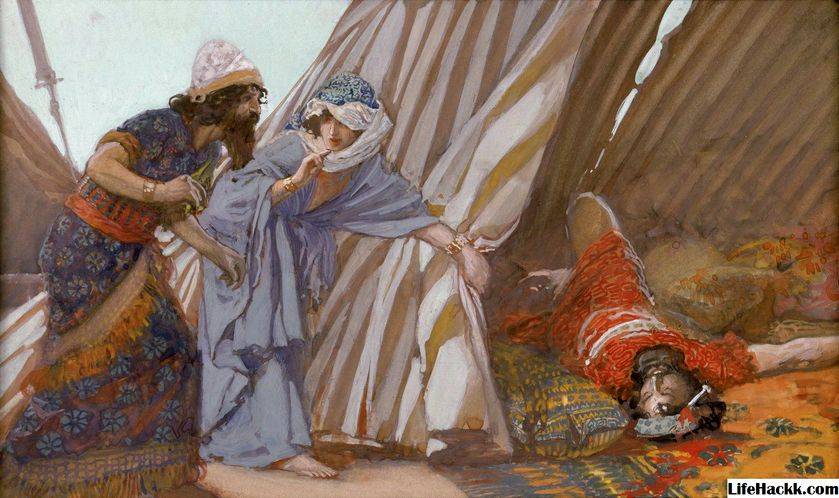
Giaele mostra il cadavere di Sisara a Barac, di James Tissot

### Atto I
Gli Israeliti hanno atteso a lungo un leader che li liberi dall'oppressione dei Cananei. La profetessa e giudice Debora esorta Barac, capo dell'esercito d'Israele, a salvare il paese dalla sottomissione e guidare le armate contro il generale Sisara, comandante delle forze dei Cananei. Debora profetizza che Sisara troverà la morte per mano di una donna. Giaele, presentata nell'oratorio come una donna legata a Debora, vorrebbe la sicurezza nella sua patria. Il padre di Barac, Abinoam, aggiunge la sua voce a coloro che chiedono a Barac di guidare un esercito contro gli oppressori del popolo d'Israele. Un messaggero di Sisara annuncia l'arrivo del generale e spiega le conseguenze disastrose che ricadrebbero sui figli d'Israele se dovessero attaccare, ma Debora, Barac e il popolo israelita sono sicuri che la vittoria arriderà loro.

### Atto II
Sisara e i sacerdoti di Baal arrivano per consigliare ai figli d'Israele di non attaccare, ma Debora e Barac rifiutano la possibilità che il Dio di Israele non garantisca la vittoria al suo popolo. Abinoam pregusta con orgoglio la vittoria di suo figlio Barac, mentre Debora consiglia all'amica Giaele di ritirarsi nella sua tenda durante la battaglia imminente. Gli israeliti sono fiduciosi che Dio darà forza alle loro braccia.

### Atto III
Gli Israeliti hanno sconfitto le forze notevolmente superiori dei Cananei. Abinoam accoglie con gioia il figlio vittorioso di ritorno dalla battaglia. Giaele annuncia che Sisara è morto, e racconta come il generale sconfitto abbia cercato ristoro e riposo nella sua tenda. Giaele gli aveva portato il latte, e dopo avere atteso che egli si addormentasse nel letto, aveva conficcato chiodi nel suo cranio con un martello. Tutti applaudono la sua azione e celebrano il trionfo.

## Registrazioni
| Anno | Cast:Debora, Barac, Abinoam, Sisara, Giaele                                  | Direttore, d'orchestra e coro                                        | Etichetta                          |
| ---- | ---------------------------------------------------------------------------- | -------------------------------------------------------------------- | ---------------------------------- |
| 1993 | Yvonne Kenny, James Bowman, Michael George, Catherine Denley, Susan Gritton  | Robert King The King's Consort e coro del New College, Oxford        | CD:Hyperion Records Cat:CDA66841-2 |
| 2002 | Elisabeth Scholl, Lawrence Zazzo, Jelle S.Draijer, Ewa Wolak, Natacha Ducret | Joachim Carlos Martini Barockorchester Frankfurt e il Junge Kantorei | CD:Naxos Records Cat:8.554785-87   |